# تریش توی ترانگ
تریش توی ترانگ (به انگلیسی: Trish Thuy Trang) با نام اصلی نگوین توی ترانگ (به انگلیسی: Nguyễn Thùy Trang)(زاده ۱۵ دسامبر ۱۹۸۰) خواننده و ترانه‌سرا ویتنامی-آمریکایی است.